# Gunungiella ulmeri
Gunungiella ulmeri är en nattsländeart som beskrevs av Schmid 1950. Gunungiella ulmeri ingår i släktet Gunungiella och familjen stengömmenattsländor. Inga underarter finns listade i Catalogue of Life.